# Le sapin a les boules
Série National Lampoon's Vacation
Bonjour les vacances 2
(1985) Bonjour les vacances : Viva Las Vegas
(1997)
Pour plus de détails, voir Fiche technique et Distribution.
Le sapin a les boules ou Le sapin a des boules au Québec (National Lampoon's Christmas Vacation) est un film de Noël américain de Jeremiah S. Chechik sorti en 1989.
C'est le troisième opus de la franchise humoristique National Lampoon's Vacation (en), débutée avec Bonjour les vacances (1983), et narrant les aventures des Griswold, une famille typiquement américaine.
Il est suivi par Bonjour les vacances : Viva Las Vegas (1997).

## Synopsis
Cette année, Clark Griswold a décidé de fêter Noël comme il se doit : il va couper lui-même son sapin avec sa petite famille, il invite ses parents, ses beaux-parents, sa tante et son oncle, et il a même décidé de décorer la maison entière de 25 000 ampoules ! Mais tout ne se passe pas comme prévu : les ampoules refusent de s'allumer, son cousin Eddie débarque à l'improviste du Kansas, et il attend désespérément la prime de Noël qui lui permettra enfin de payer la piscine qu'il a commandée en secret !

## Fiche technique
- Titre original : National Lampoon's Christmas Vacation
- Titre français : Le sapin a les boules
- Titre québécois : Le sapin a des boules
- Réalisation : Jeremiah S. Chechik
- Scénario : John Hughes
- Musique : Angelo Badalamenti
- Costumes : Michael Kaplan
- Photographie : Thomas E. Ackerman
- Montage : Gerald B. Greenberg et Michael A. Stevenson
- Production : John Hughes et Tom Jacobson
- Société de production : National Lampoon, Hughes Entertainment
- Société de distribution : Warner Bros.
- Pays :  États-Unis
- Langue : anglais
- Format : Couleur (Technicolor) - 35 mm (Panavision) - 1,85:1 - son Dolby Digital
- Genre : comédie
- Durée : 97 minutes
- Dates de sortie :
  - États-Unis : 1er décembre 1989
  - France : 5 décembre 2006 (DVD)

## Distribution
- Chevy Chase (VF : Jean-Luc Kayser) : Clark Griswold
- Beverly D'Angelo (VF : Josiane Pinson) : Ellen Griswold
- Juliette Lewis (VF : Aurélia Bruno) : Audrey Griswold
- Johnny Galecki (VF : David Lesser) : Russell Griswold (« Rusty »)
- John Randolph (VF : André Valmy) : Clark Wilhelm Griswold père
- Diane Ladd : Nora Griswold
- E. G. Marshall (VF : Roland Ménard) : Art Smith
- Doris Roberts (VF : Maria Tamar) : Frances Smith
- Randy Quaid (VF : Nicolas Marié) : Eddie Johnson
- Miriam Flynn (VF : Céline Monsarrat) : Catherine Johnson
- Cody Burger : Rocky Johnson
- Ellen Hamilton Latzen : Ruby Sue Johnson
- William Hickey (VF : Roger Crouzet) : oncle Lewis
- Mae Questel (VF : Renée Regnard) : tante Bethany
- Sam McMurray (VF : Philippe Catoire) : Bill
- Nicholas Guest (en) (VF : Guy Chapellier) : Todd Chester
- Julia Louis-Dreyfus (VF : Marie-Martine Bisson) : Margo Chester
- Nicolette Scorsese (VF : Micky Sébastian) : Mary, la vendeuse de lingerie (Noëlle au Québec)
- Keith MacKechnie (VF : Pascal Germain) : Le livreur
- Brian Doyle-Murray (VF : Jacques Thébault) : Frank Shirley
- Natalija Nogulich (VF : Denise Metmer) : Helen Shirley

## Autour du film
- Au salon, Clark et Eddie boivent dans des tasses Marty Moose, le héros du parc d'attractions du premier film de la série Bonjour les vacances (1983)
- Le film que Rusty regarde à la télé juste avant que les beaux-parents arrivent est La vie est belle (1946) réalisé par Frank Capra. Son petit-fils Frank Capra III était assistant réalisateur sur ce film.
- Une scène parodie le film d'horreur Massacre à la tronçonneuse. Dans le premier film, c'est la célèbre scène de la douche de Psychose était parodiée.
- C'est la dernière apparition à l'écran de Mae Questel (dans le rôle de tante Bethany) qui fut dans les années 1930 la voix de Betty Boop.

## SérieNational Lampoon's Vacation
- 1983 : Bonjour les vacances
- 1985 : Bonjour les vacances 2
- 1989 : Le sapin a les boules
- 1997 : Bonjour les vacances : Viva Las Vegas
- 2003 : Le sapin a les boules 2 : Cousin Eddie (TV)
- 2015 : Vive les vacances